# كيفن ويلزي (لاعب كرة قدم)
كيفن ويلزي (بالإنجليزية: Kevin Welsh)‏ (2 سبتمبر 1984 باسكتلندا في المملكة المتحدة - ) هو لاعب كرة قدم بريطاني في مركز الدفاع. لعب مع هاميلتون أكاديميكال ونادي ألوا أثليتيك وHarestanes A.F.C. ‏.

## وصلات خارجية
- كيفن ويلزي على موقع قاعدة بيانات كرة القدم.إي يو (الإنجليزية)